# Няня (телесеріал)
«Няня» (англ. The Nanny) — американський комедійний сімейний телесеріал-ситком, спільний продукт компаній «Sternin and Fraser Ink, Inc» та «Highschool Sweethearts Productions» разом із TriStar Television для телеканалу CBS. Усього з 3 листопада 1993 року по 23 червня 1999 року в шести сезонах було показано 146 епізодів. Акторка Френ Дрешер зіграла головну роль Френ Файн — чарівної і енергійної єврейки з нью-йоркського району Квінз, яка випадково стала нянею трьох дітей із вищого світу.
Створений за сценарієм і під керівництвом Френ Дрешер та її колишнього чоловіка Пітера Марка Джейкобсона, серіал великою часткою інспірований реаліями їхнього інтимного життя, і втягнув у свою орбіту імена і шаржовані образи їхніх друзів і близьких родичів.
Серіал адаптований у багатьох країнах, де головний персонаж — завжди дівчина простого походження, лише в російській адаптації «Моя прекрасна няня» вона — приїжджа провінціалка з іншої країни (із України).

## Сюжет
Сюжет американського серіалу розвивається навколо Френ Файн — енергійної і екстравагантної єврейки з Квінза, яку кидає і звільняє з роботи її наречений Денні Імперіалі. Працюючи тепер продавчинею косметики, Френ потрапляє в будинок Максвелла Шеффілда — відомого бродвейського продюсера, вдівця і батька трьох дітей. Максвелл влаштовує вечірку для потенційних інвесторів, і йому конче необхідна няня, щоб доглянути за дітьми. У розпачі він бере на роботу Френ, хоча і сумнівається у своєму виборі.
Діти Максвелла — сором'язлива Меггі, «важка дитина» Брайтон і ексцентрична Грейсі — з самого початку не дуже привітно ставляться до своєї нової гувернантки, але вона швидко завойовує їх симпатії. Перебування розкріпаченої няні з нешаблонними манерами поведінки, та ще з такого району, як Квінз у будинку аристократичним сім'ї на Мангеттені стає «культурним шоком» для всіх домочадців. Але саме Френ, завдяки своїй безпосередності і так званій «логіці Квінз», допомагає Шеффілдам стати здоровою і щасливою сім'єю.
Крім Максвелла і його дітей у коло «сім'ї» входять дворецький Найлс і ділова партнерка Максвелла Сісі Бебкок. Найлс — хитромудрий, всезнальний і щедрий на сарказм слуга — відразу знаходить спільну мову з новою нянею, і вони залишаються друзями протягом усього серіалу. Зате холоднокровна, зовні байдужа Сісі з самого початку не злюбила Френ, ревнуючи до неї Максвелла, в якого закохана вже багато років.
Стосунки між Найлс і Сісі стають одним із другорядних сюжетів серіалу. Вони закладаються задовго до появи в будинку Френ, і складаються не дуже добре. Вони зневажають одне одного. Найлс частенько відпускає їдкі коментарі на адресу Сісі, яка відповідає йому тим самим. Але іноді вони можуть ладнати, і між ними є навіть якесь сексуальне тяжіння. А в шостому (останньому) сезоні, глядач дізнається, що презирство Найлс було всього лише прикриттям, і що всі ці роки він був таємно закоханий у Сісі. Після деяких непорозумінь і неприємних моментів вони таємно стають парою, незабаром одружуються і дізнаються, що чекають дитину.
Велику роль у серіалі відіграє сім'я Френ — «клан Файнів», що складається з численних кузенів, кузин, дядечків і тіточок, розкиданих майже по всім США, хоча більша їхня частина проживає в Нью-Йорку. Всі вони тісно один з одним спілкуються, але не завжди дружать. Файни відіграють велику роль, адже з першого епізоду стають невід'ємною частиною життя «клану Шеффілдів». Починаючи з мами Френ, Сільвії Файн і бабусі Єтти Розенберг, які майже щодня приходять у гості і довго не йдуть додому, закінчуючи її сестрою і всіма іншими родичами, з якими Максвеллові і дітям доводиться мати справу. Сама Френ теж буває не в захваті від своїх родичів, але сімейні зв'язки для неї дуже важливі. Особлива увага приділяється її стосункам із матір'ю Сільвією. Хоча вони дуже люблять одна одну, у них все дуже не просто.
Так чи інакше, але головна сюжетна лінія — це історія про Максвелла і Френ. Майже з самого початку їхні стосунки набувають іншого характеру, ніж просто «няня» і «батько сімейства». Френ бере на себе відповідальність не тільки за дітей, а й за Максвелла, відіграючи роль «дружини». Різниця в їхньому походженні часто стає причиною непорозумінь і навіть сварок, але це не заважає їхнім стосункам розвиватися. Почуття між ними обома проявляються вже в першому сезоні, і чим далі, тим сильніше. Все ж Максвелл ніяк не наважується зробити перший крок і намагається тримати Френ на відстані. В кінці третього сезону, Максвелл нарешті зізнається їй у коханні, але на початку четвертого забирає «це» — тобто свої слова — назад, що розлючує Френ.
З цього моменту їхні стосунки змінюються: Френ знає про його почуття, але розуміє, що не може чекати його вічно. Максвелл у свою чергу не поспішає зробити перший крок, проте ревнує її до залицяльників і кавалерів та боїться, що врешті-решт утратить її. У першій половині п'ятого сезону Френ стає більш рішучою і, стомившись чекати, вирішує покинути будинок Шеффілда. В останню мить Максвелл зупиняє її, перший раз назвавши її на ім'я, а не на прізвище. Потім він робить їй пропозицію, а в останньому епізоді того ж сезону вони одружуються.
Так, в шостому сезоні глядач бачить їх уже як чоловіка і дружину. І після довгої боротьби, в завершальному епізоді у них народжуються близнюки — їхні перші спільні діти.

## Running gags
«Няня», крім усього іншого, стала відома своїми так званими «наскрізними жартами» (англ. running gags), тобто ситуації або риси героїв, з яких кепкують протягом усього серіалу. Такий трюк часто використовують в комедійних серіалах.

### Приклади найвідоміших та тривалих «running gags» у «Няні»
Справжній вік Френ. Відомо, що Френ далеко за тридцять, але скільки саме їй років, залишається таємницею, адже вона ретельно приховує свій справжній вік, збавляючи собі по п'ять, а то й по десять років. За офіційною версією (придуманої нею самій) Френ двадцять дев'ять (причому протягом майже всього серіалу).
Неприязнь Максвелла до Ендрю Ллойда Веббера. Свого часу Максвелл відмовився ставити мюзикл «Коти» (часто «Кішки»), який став великим хітом. Кар'єра Веббера пішла набагато краще, ніж у Максвелла, а той увесь час намагається з ним конкурувати, але майже завжди перемагає Веббер, який, напевно, й не підозрює про конкуренцію.
Звихнення Френ на шлюбі. Сільвія з дитинства навіювала Френ, що єдиний спосіб стати щасливою — це одружитися. І коли у Френ ніяк не може скластися особисте життя, у неї розвивається свого роду комплекс меншовартості. Вона стає все більш запеклою і готова погодитися на будь-яку пропозицію. Сільвія у свою чергу тисне на неї, нагадуючи, що Френ не молодшає.
«Холодна війна» Найлса і Сісі. Працівники (і водночас друзі) Максвела, Найлс і Сісі, спочатку відкрито недолюблюють одне одного, постійно зачіпають суперника і паскудять йому. Навіть одружившись, вони не кидають погану звичку.
Пристрасть Сільвії до їжі. Одна з характерних рис пані Файн — це її любов до їжі, що переходить усі межі. Героїня могла з'їсти і навіть не дуже їстівні речі, наприклад, спідню білизну і м'яку пластмасу. Рені Тейлор — акторка, яка зіграла Сільвію, їла практично в кожній сцені. Коли вона сильно погладшала, то принесла в студію довідку від лікаря, де говорилося, що акторці треба скоротити кількість харчових продуктів у кадрі. Тому в шостому сезоні глядачі бачать помітно схудлу Сільвію.
Потаємність Морті Файна. За всі шість сезонів батько Френ ніколи не показує своє обличчя. На екрані з'являється зрідка й знімають його зазвичай ззаду. Не зважаючи на це, в п'ятнадцятому і двадцять першому епізодах шостого сезону, тобто наприкінці серіалу, глядачі нарешті ближче знайомляться з паном Файном, чию роль виконує відомий актор Стів Лоуренс.
Голос Френ. Майже в кожному епізоді герої серіалу жартують з голосу Френ, який буває досить гучним і не дуже приємним.

## Персонажі
- Френ (Френсин Джой) Файн / Френ Шеффілд — Френ Дрешер
- Макс / Максвелл Беверлі Шеффілд — Чарльз Шонессі
- Найлс — Деніел Девіс
- Сісі (Частиті Клер) Бебкок — Лорен Лейн
- Меггі (Маргарет) Шеффілд / Меггі Бролін — Ніколь Том
- Брайтон (Брайтон Мілхаус) Шеффілд — Бенджамін Солсбері
- Грейсі (Грейс) Шеффілд — Мейделін Зіма
- Сільвія Файн (Розенберг) — Рене Тейлор[en] (в молодості — Френ Дрешер)
- Єтті Розенберг — Енн Морган Гілберт

## Список епізодів
| Сезон | Епізоди | Прем’єрний показ | Прем’єрний показ |
| Сезон | Епізоди | Початок          | Закінчення       |
| ----- | ------- | ---------------- | ---------------- |
| 1     | 22      | 3 листопада 1993 | 16 травня 1994   |
| 2     | 26      | 12 вересня 1994  | 22 травня 1995   |
| 3     | 27      | 11 вересня 1995  | 20 травня 1996   |
| 4     | 26      | 18 вересня 1996  | 21 травня 1997   |
| 5     | 23      | 1 жовтня 1997    | 13 травня 1998   |
| 6     | 22      | 30 вересня 1998  | 23 червня 1999   |

## Адаптації
Серіал «Няня» показаний у понад 90 країнах світу. Від 2000 років за його сюжетом було випущено багато адаптованих серіалів в різних країнах, зокрема й ще один всесвітньо популярний аргентинський серіал «Нянька» (ісп. La Niñera; у головних ролях Флоренсія Пенья і Бой Ольмі) та популярний в Україні російський ситком «Моя прекрасна нянька» (2004—2009) із Анастасією Заворотнюк та Сергієм Жигуновим у головних ролях. Усі телешоу дуже точно наслідують оригінальний сценарій, але з незначними змінами, щоб адаптуватися до культури відповідної країни.
Див. Список іноземних адаптацій «Няні» (англ.)